# Villa Guardia
Villa Guardia é uma comuna italiana da região da Lombardia, província de Como, com cerca de 6.488 habitantes. Estende-se por uma área de 7 km², tendo uma densidade populacional de 927 hab/km². Faz fronteira com Bulgarograsso, Cassina Rizzardi, Gironico, Grandate, Luisago, Lurate Caccivio, Montano Lucino.

## Demografia
| Variação demográfica do município entre 1861 e 2011                               |
|                                                                                   |
| Fonte: Istituto Nazionale di Statistica (ISTAT) - Elaboração gráfica da Wikipedia |